# Rezerwat przyrody Mieliwo
Rezerwat przyrody Mieliwo – rezerwat leśny w gminie Zbiczno, w powiecie brodnickim, w województwie kujawsko-pomorskim. Leży na wysokim zboczu rynny jeziora Mieliwo. Rezerwat jest zlokalizowany na terenie Brodnickiego Parku Krajobrazowego.
Został powołany Zarządzeniem Ministra Leśnictwa i Przemysłu Drzewnego z 23 lipca 1958 roku (M.P. z 1958 r. nr 64, poz. 371). Według aktu powołującego, rezerwat utworzono w celu zachowania ze względów naukowych i dydaktycznych fragmentu lasu mieszanego z udziałem buka na granicy jego zasięgu na Wysoczyźnie Dobrzyńskiej. Początkowo zajmował powierzchnię 5,37 ha, w 1983 roku powiększono go do 11,73 ha.
Obszar rezerwatu podlega ochronie czynnej.